# Giovanni Battista Bertini
Giovanni Battista Bertini (Barge, 18 agosto 1818 – Torino, 24 novembre 1907) è stato un politico e avvocato italiano.